# Gamla torget, Norrköping
Gamla torget är det äldsta torget i Norrköping. Det har medeltida anor och ligger nära stadens äldsta bro, Gamlebro, vilken ligger så långt uppströms i Motala ström, som floden var segelbar i gamla tider. Det var stadens enda torg tills Nystadstorget (senare kallat Saltängstorget) anlades i Nya staden en bit in på 1600-talet.
På den äldsta Norrköpingskartan (från 1640) har Gamla torget i stort sett samma utbredning som i dag, men sträckte sig in i det nuvarande kvarteret Gripen i öster. När en ny stadsplan stadfästes under andra halvan av 1600-talet, fick torget en mer regelbunden rektangulär form och kom att avgränsas i öster av Gamla Rådstugugatan. 
Marknadsplatsen i Norrköping har troligen uppstått på Gamla torget. Stadens första kyrka - S:t Johannes kyrka - låg vid torget, och också det äldsta kända rådhuset (i kvarteret Gamla Rådstugan, norr om torget). 
Torgets nuvarande L-form beror sannolikt på att det ursprungligen fanns ytterligare en tomt i östra delen av kvarteret Gamla Rådstugan, vilken i början av 1700-talet omvandlades till torgmark. Torget fick sitt nuvarande utseende på 1950-talet.
Längst västerut på Gamla torget restes  1945 en staty av Louis De Geer, skapad av Carl Milles.

## Byggnader vid torget i urval
- Eschelsonska huset ligger på torgets norra sida. Den äldsta delen av huset uppfördes omkring 1740 av grosshandlaren Carl Magnus Westerberg på resterna av den gamla Gillestugan och på källarvalv från 1600-talet, som ännu finns kvar. Byggnaden fick sitt nuvarande namn efter handlaren och såpfabrikören Olof Eschelson, som köpte det 1827. Eschelsonska såpbruket låg i kvarteret fram till 1919. Mot torgdelen mot Gamla Rådstugugatan vetter ett stort magasin.
- Waseska huset ligger vid torgets nordvästra hörn och är troligen jämngammalt med Eschelsonska huset. Det har sitt namn efter glasmästaren Erik Wase, som ägde det under senare delen av 1700-talet. I folkmun kallas huset Tvål-Jockes, eftersom det 1920 fanns en tvål- och textilaffär där.
- Beckmanska gården ligger i hörnet av Repslagaregatan och Dalsgatan, som av tradition varit bostad för bruksinspektorerna vid Holmens bruk. Det nuvarande huset uppfördes 1837 av borgmästaren Lars Magnus Trozelli.
- Tesdorpfska huset ligger på östra  sidan av Gamla Rådstugugatan. Det byggdes 1827 och namngavs efter vinhandlaren Johan Jacob Tesdorpf från Lübeck, som köpte det 1828. I källarvalven, som troligen är från 1600-talet, låg Norrköpings första bowlinghall 1931–1958.